# Canton de Gerbéviller
Le canton de Gerbéviller est une ancienne division administrative française qui était située dans le département de Meurthe-et-Moselle et la région Lorraine.

## Géographie
Ce canton est organisé autour de Gerbéviller dans l'arrondissement de Lunéville. Son altitude varie de 216 m (Mont-sur-Meurthe) à 415 m (Essey-la-Côte) pour une altitude moyenne de 258 m.

## Histoire
C'est un ancien canton du département de la Meurthe. Resté français  conformément au traité de Francfort de 1871, il a été intégré au nouveau département de Meurthe-et-Moselle.
Le 29 septembre 1819 parait une ordonnance royale qui distrait la commune de Barbonville du canton de Gerbéviller pour la réunir à celui de Bayon.
Le 3 août 1882 le Sénat discute le projet de loi visant à distraire la commune d'Hériménil du canton de Gerbéviller.
En 1923, la commune de Flin est transférée au canton de Baccarat.

## Représentation

### Conseillers généraux de 1833 à 2015
| Période | Période      | Identité                                              | Étiquette             | Qualité                                                                                             |
| ------- | ------------ | ----------------------------------------------------- | --------------------- | --------------------------------------------------------------------------------------------------- |
| 1833    | 1837 (décès) | Jean Etienne Mangin (1760-1837)                       |                       | Propriétaire, maire de Xermaménil                                                                   |
| 1837    | 1848         | Jean Etienne Mangin (fils du précédent) (1785-1850)   |                       | Ancien suppléant du juge de paix, propriétaire Maire de Xermaménil                                  |
| 1848    | 1852         | Jean François Paulin Marcel                           |                       | Notaire à Gerbéviller                                                                               |
| 1852    | 1862         | Vicomte Antoine Joseph Drouot                         | Majorité dynastique   | Député (1852-1870)                                                                                  |
| 1862    | 1871         | Ernest de Lambertye-Tornielle, Marquis de Gerbéviller |                       | Châtelain de Gerbéviller Ancien écuyer de Napoléon Ier                                              |
| 1871    | 1907         | Paul Denis                                            | Républicain           | Président honoraire du Tribunal civil de Toul                                                       |
| 1907    | 1913         | Abel Noël                                             | PRRRS                 | Propriétaire, fondateur de la brasserie de Gerbéviller, conseiller d'arrondissement                 |
| 1913    | 1919         | Lucien Camus                                          | PRRRS                 | Maire de Gerbéviller Député (1936-1942)                                                             |
| 1919    | 1931         | Baron André-Emile de Ravinel                          | Conservateur          | Ancien officier de cavalerie Propriétaire à Rehainviller (château d'Adoménil) Maire de Rehainviller |
| 1931    | 1937         | Adelin Thomas                                         | PRRRS                 | Propriétaire Maire de Fraimbois                                                                     |
| 1937    | 1940         | Robert Gravier                                        | Républicain national  | Agriculteur Maire de Haudonville Nommé conseiller départemental en 1943                             |
|         |              |                                                       |                       | |
| 1945    | 1970         | Robert Gravier                                        | CR puis RI            | Agriculteur Sénateur (1946-1974) Président du Conseil Général (1952-1970) Maire de Haudonville      |
| 1970    | 1994         | Jacques Vallin                                        | DVD puis RPR puis UDF | Pharmacien Maire de Gerbéviller                                                                     |
| 1994    | 2015         | Yves Willer                                           | DVG                   | Instituteur Ancien Maire de Mont-sur-Meurthe                                                        |

### Conseillers d'arrondissement (de 1833 à 1940)
| Période                                  | Période      | Identité                             | Étiquette   | Qualité |
| ---------------------------------------- | ------------ | ------------------------------------ | ----------- | --- |
| 1833                                     | 1836         | Jean Baptiste Jacquot (1785-1866)    |             | Avocat à la Cour impériale de Nancy puis juge de paix à Gerbéviller                                         |
| 1836                                     | 1848         | Dominique Louis Malhorty (1791-1862) |             | Propriétaire à Moriviller                                                                                   |
|                                          |              |                                      |             | |
| 1886                                     | 1899 (décès) | Auguste Roville                      | Républicain | Huissier, maire de Gerbéviller                                                                              |
| 1886                                     |              | M. Bernard                           | Républicain | |
|                                          |              |                                      |             | |
| 1899                                     | 1907         | Abel Noël                            | Républicain | Brasseur à Gerbéviller                                                                                      |
|                                          |              |                                      |             | |
| 1910                                     | 1934         | Louis Marin                          | RG          | Propriétaire à Rehainviller                                                                                 |
| 1934                                     | 1940         | Henri Ferry                          | Rad.        | Maire de Vathiménil                                                                                         |
| 1940                                     |              |                                      |             | Les conseils d'arrondissement ont été suspendus par la loi du 12 octobre 1940 et n'ont jamais été réactivés |
| Les données manquantes sont à compléter. |              |                                      |             | |

## Composition
Le canton de Gerbéviller groupe 19 communes et compte 6 005 habitants (recensement de 1999 sans doubles comptes).
| Communes         | Population (2012) | Code postal | Code Insee |
| ---------------- | ----------------- | ----------- | ---------- |
| Essey-la-Côte    | 79                | 54830       | 54183      |
| Fraimbois        | 279               | 54300       | 54206      |
| Franconville     | 43                | 54830       | 54209      |
| Gerbéviller      | 1 402             | 54830       | 54222      |
| Giriviller       | 39                | 54830       | 54228      |
| Haudonville      | 80                | 54830       | 54255      |
| Lamath           | 182               | 54300       | 54292      |
| Magnières        | 313               | 54129       | 54331      |
| Mattexey         | 65                | 54830       | 54356      |
| Mont-sur-Meurthe | 947               | 54360       | 54383      |
| Moriviller       | 81                | 54830       | 54386      |
| Moyen            | 502               | 54118       | 54393      |
| Rehainviller     | 881               | 54300       | 54449      |
| Remenoville      | 154               | 54830       | 54455      |
| Seranville       | 91                | 54830       | 54501      |
| Vallois          | 144               | 54830       | 54543      |
| Vathiménil       | 255               | 54122       | 54550      |
| Vennezey         | 45                | 54830       | 54561      |
| Xermaménil       | 423               | 54300       | 54595      |

## Démographie
| 1962  | 1968  | 1975  | 1982  | 1990  | 1999  | 2009  |
| ----- | ----- | ----- | ----- | ----- | ----- | ----- |
| 4 266 | 4 686 | 4 671 | 5 765 | 6 002 | 6 005 | 6 549 |